# NGC 3389
NGC 3389 este o galaxie situată în constelația Leul. A fost descoperită în 11 martie 1784 de către William Herschel. Se află la o distanță de 20,42 de megaparseci de Pământ.